# Monembasia

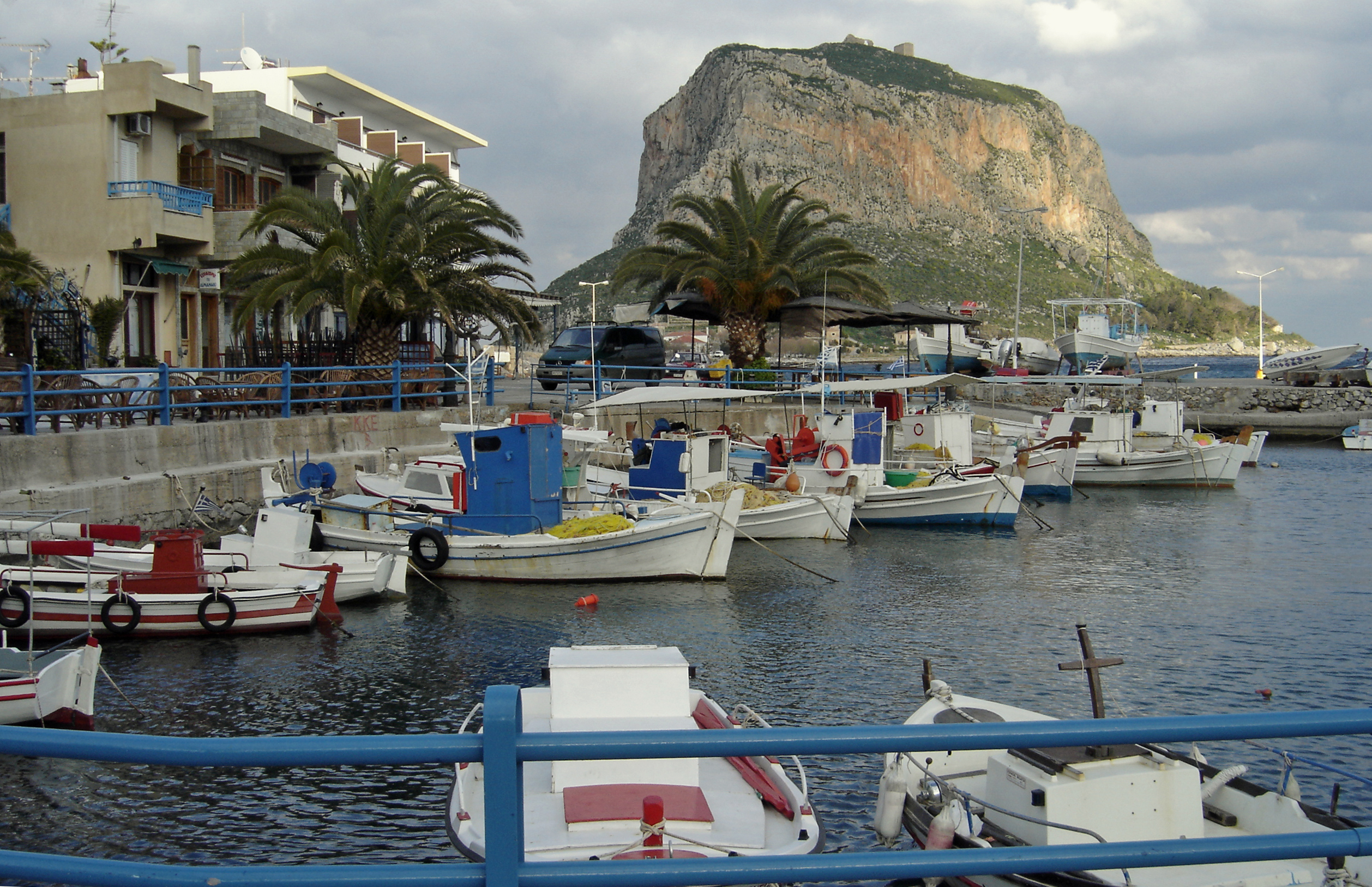
Promontori de Monembasia, vista des del port de Gefira

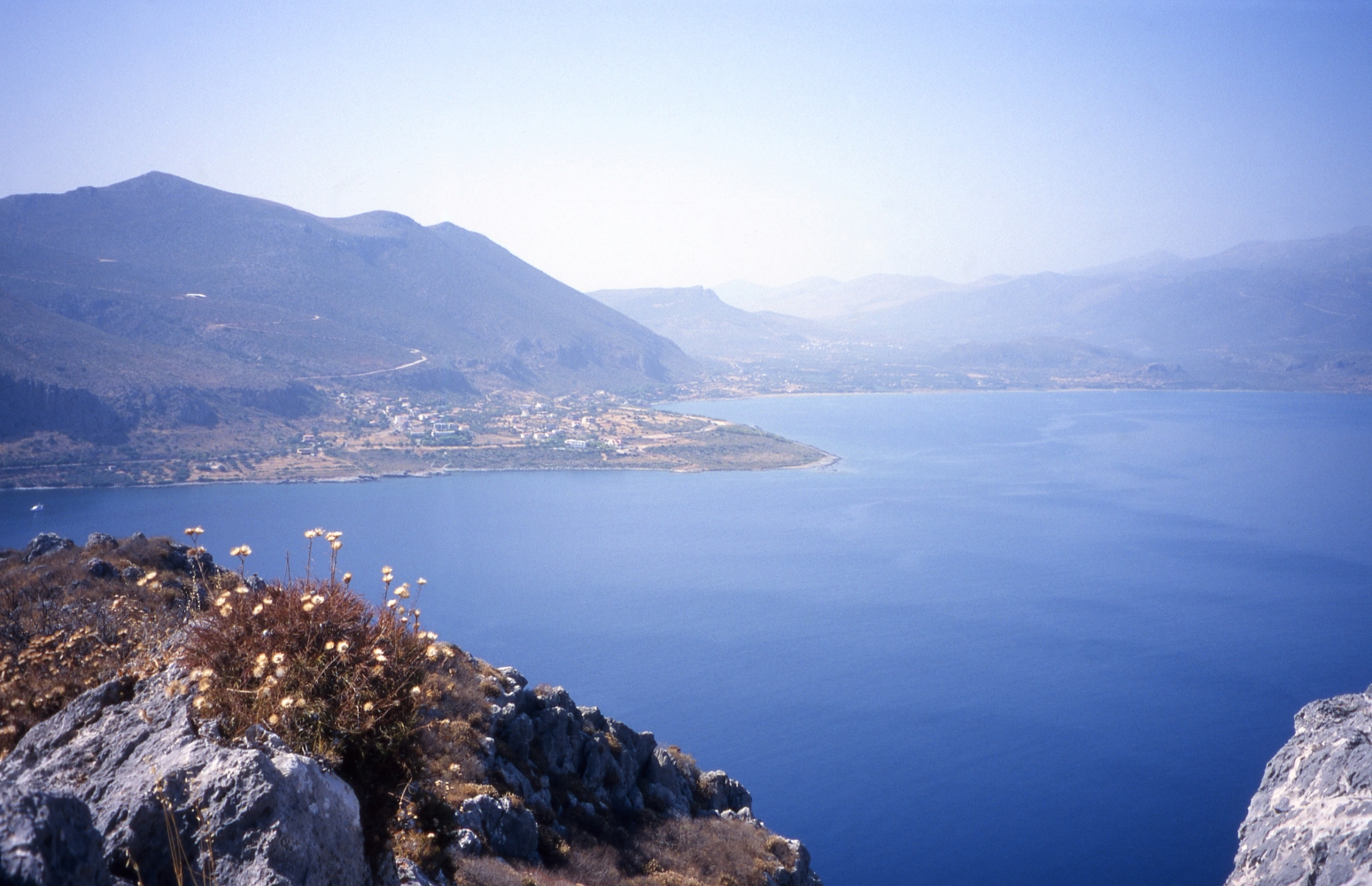
Badia de Monemvasia

Monembasia (català medieval: Malvasia; grec: Μονεμβασία; turc otomà: Menekshe, també apareix Benefshe i Monvasya; turc: Menekşe), és una vila medieval fortificada ubicada en una petita península de la costa est del Peloponès, a Grècia. El nom deriva de dues paraules gregues que signifiquen 'entrada única', en referència a la llengua de terra i el pont que uneixen el promontori i el continent.
El promontori rocós és llarg i estret, té 1,8 km de longitud, i una alçada de 300 metres. La vila de Monemvassia està situada en la façana sud-est, envoltada per murades en tres dels seus flancs i pel promontori a la resta. Gran part dels seus edificis són de construcció antiga i hi ha diverses esglésies romanes d'Orient. A la llengua d'arena que uneix el promontori a la costa hi havia una fosa amb un pont llevadís.

## Història
Fou l'antiga Epidauros Limera fundada el 582/583 sota l'emperador Maurici pels refugiats de les invasions eslaves i dels àvars. Fou romana d'Orient de manera permanent fins al segle xiii rebutjant incursions dels àrabs i el 1147 dels normands. Quan els 1206 els llatins van conquerir el Peloponès, Monemvasia va resistir trenta anys i només es va rendir després d'un setge de tres anys (1246 a 1248) però al cap de 14 anys (1262) va haver de ser retornada als romans d'Orient (junt amb Mistra) com a rescat del príncep Guillem II d'Acaia capturat pels grecs en la batalla de Pelagònia el 1259. Fou la principal base romana d'Orient al Peloponès. Va començar a prosperar per la producció i el comerç pel seu port del vi de Malmsey i per l'activitat dels pirates locals. Roger de Llúria la va saquejar el 1292 i la població es va refugiar al castell deixant la resta de la ciutat als catalans. Devien deixar bon record perquè el 1302 la població va acollir amb entusiasme a la Companyia Catalana en ruta a Orient.
El 1381/1382 durant la guerra entre el romà d'Orient Cantacuzè i el dèspota Teodor, la ciutat es va fer independent sota una família local, els Mamones. Teodor la va recuperar el 1391 o 1392 i va confirmar els seus privilegis. Pau Mamones va recuperar el poder local el 1394 amb ajut de tropes otomanes de Baiazet I que feia campanya al centre de Grècia, però per poc temps.
Vers el 1401 hi va néixer l'historiador Jordi Esfrantzes. El 1419 estava en mans de Venècia que l'hauria ocupat aquell mateix any o poc abans, però la va retornar al dèspota. Després de la conquesta de Constantinoble pels turcs el 1453, la ciutat va resistir als otomans entre 1458 i 1460. Sense forces per defensar-la, el darrer dèspota Tomàs Paleòleg la va oferir al sultà, però abans d'arribar a un acord la va vendre al papa (1460). A la tardor del 1463 el turc Mehemmed Fatigh va ocupar els darrers reductes del despotat de Morea o Mistra i els habitants de Monemvasia, tement que el Papa no els podria defensar, van acceptar una guarnició veneciana que acabava d'entrar en guerra contra l'Imperi (1463-1479).
La vila era seu d'un metropolità de l'església ortodoxa que va subsistir. Pel tractat de pau de 1479 Monemvasia restava sota domini venecià incloent una banda de terra al Peloponès i el castell de Vatika, a la zona del qual es cultivaven el cereals que la ciutat necessitava, ja que al promontori mateix no es produïa res. En la guerra de l'Imperi contra Venècia sota Baiazet II (1499 a 1503) els otomans van ocupar les fortaleses venecianes del Peloponès: Coró, Modó, Navarino i la banda costanera continental de Monemvasia, però aquesta ciutat i Nàuplia van resistir i foren reconegudes a Venècia el 1503, però en endavant calia importar tot el menjar de territori turc; els otomans van tenir Vatika com a fortalesa amb 36 homes de guarnició i 15 grecs auxiliars.
Després de la guerra turco-veneciana dels anys trenta, el tractat de 1540 va cedir Monemvasia i Nàuplia a l'imperi i els venecians van sortir de la ciutat amb els habitants que van voler marxar, i tot l'equip militar, el 24 de novembre de 1540. L'endemà el podestà venecià Antonio Garzoni va entregar formalment la ciutat a Yunus Beg, drogman otomà, enviat per Kasim Pasha, sandjakbegi de Morea. Els evacuats es van instal·lar a diferents parts de Venècia: els Mamonas a Zacint, altres a Corfú, a Cefalònia, a Creta i a Xipre. Alguns van tornar després i es van fer súbdits otomans com els que havien restat. La guarnició turca fou de 104 homes sota un dizdar, i sis artillers. Fou agregada al sandjak de Morea i el 1583 s'esmenta com un kada (districte) d'aquest sandjak amb 320 focs no musulmans i 91 cèlibes (uns 2500 habitants).
Durant la guerra de Creta (1645-1669) els venecians van atacar la ciutat el 1643 però foren rebutjats. Fou llavors quan es va construir una nova muralla per a la vila baixa, que encara existeix. El 1667 la va visitar Evliya Çelebi. L'antiga església de Santa Sofia (del segle xiii) era ara la mesquita de Suleyman o de Fethiyye.
En la guerra de 1683 a 1699 contra els estats cristians, pel Tractat de Karlowitz els otomans van haver de cedir Morea i amb ella la ciutat de Monemvasia a la República de Venècia. Fou la darrera fortalesa a capitular, rendint-se l'agost de 1690 després d'un setge de 14 mesos. Sota domini venecià es van construir diverses esglésies, almenys 25, de les que en resten 17; els edificis otomans foren destruïts excepte la gran mesquita que va retornar a església.
El 1715 els otomans van recuperar Morea en una campanya llampec i la ciutat va capitular tot i tenir reserves per dos anys. El 1716 només hi havia 144 homes (caps de família el que donaria uns 600 habitants, i 3 musulmans (2 conversos). La ciutat va tornar a ser capçalera d'un kada i seu de l'arquebisbat grec. El 1770 Morea va ser envaïda pels russos i llavors hi havia 150 famílies gregues però després van abandonar la ciutat cap a les illes.
A l'inici del segle xix tenia 2000 habitants. En la guerra de la independència fou sotmesa per la fam després de 4 mesos de setge i els sobrevivents (entre 500 i 700) foren traslladats per mar cap a l'Àsia Menor no quedant població turca. El 1859 Sir Thomas Wyse diu que només comptava amb unes 100 famílies gregues i la major part de les cases estaven en ruïnes. La vila alta va quedar abandonada i la vila baixa va perdre la major part de la població i el 1961 tenia només 82 habitants; molta gent es va traslladar a la costa continental on es va formar un poble de pescadors. Als darrers anys algunes cases s'han restaurat com a lloc de vacances.

## Galeria

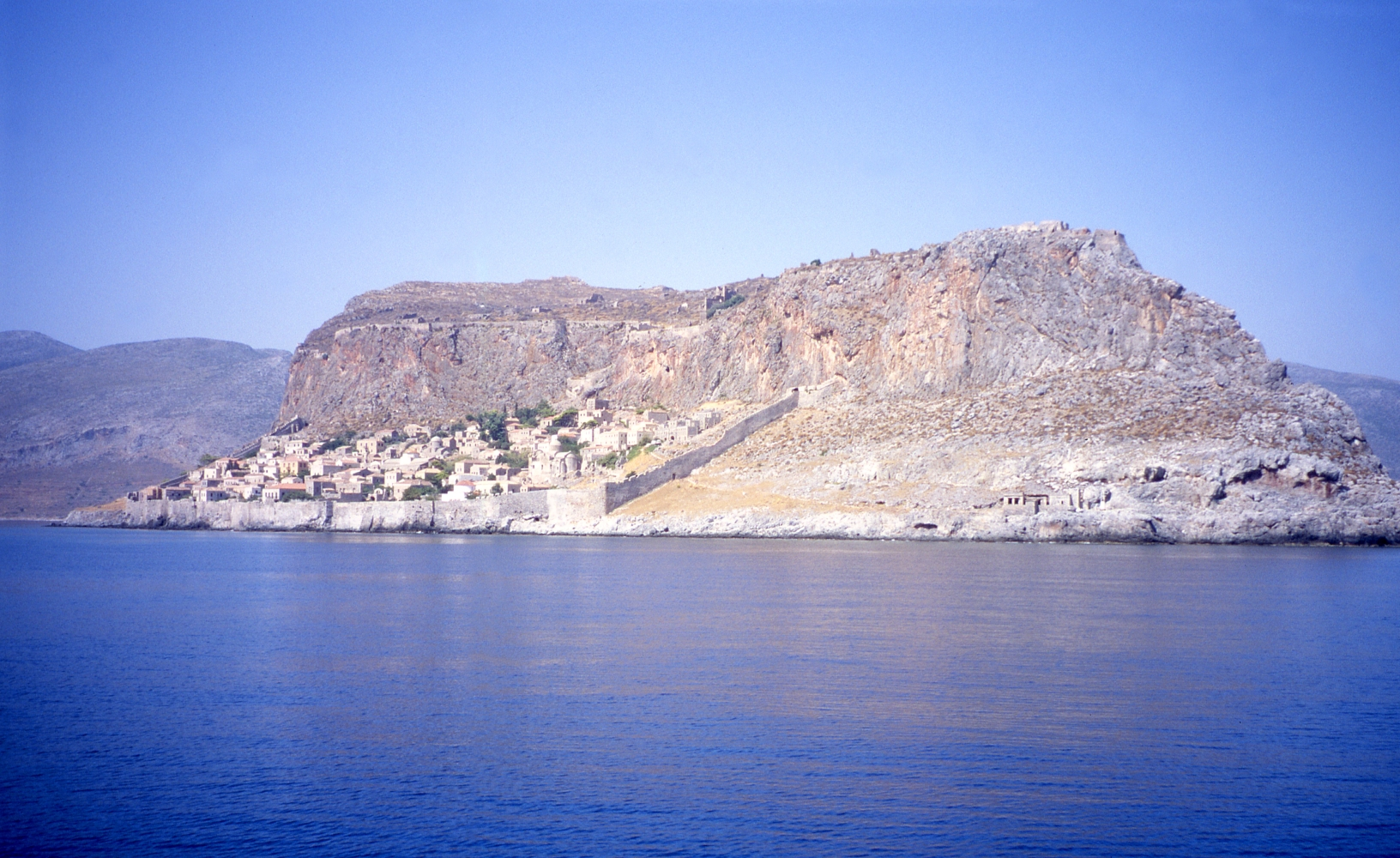
Citat vella i promontori
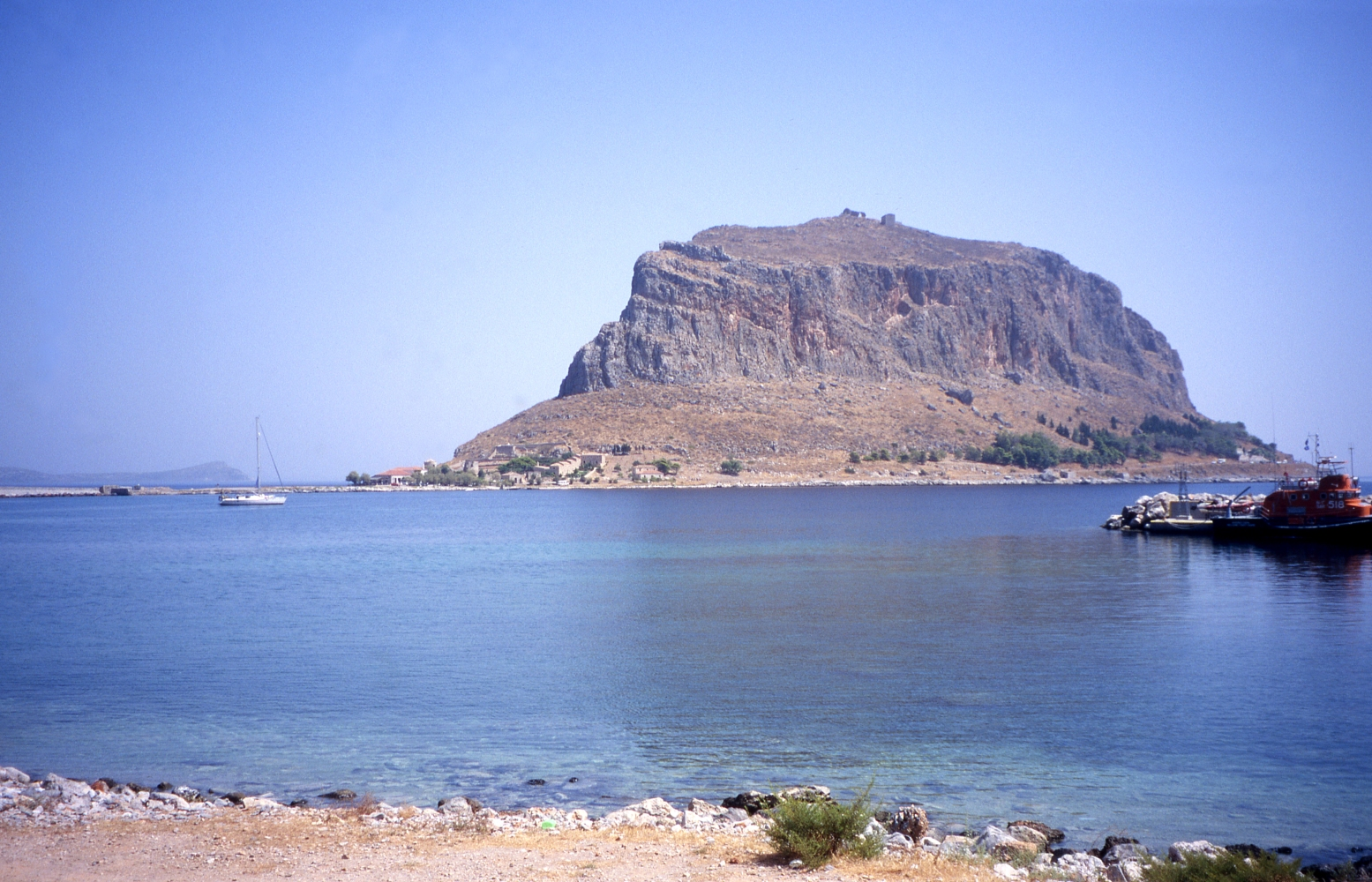
Promontori des de la costa
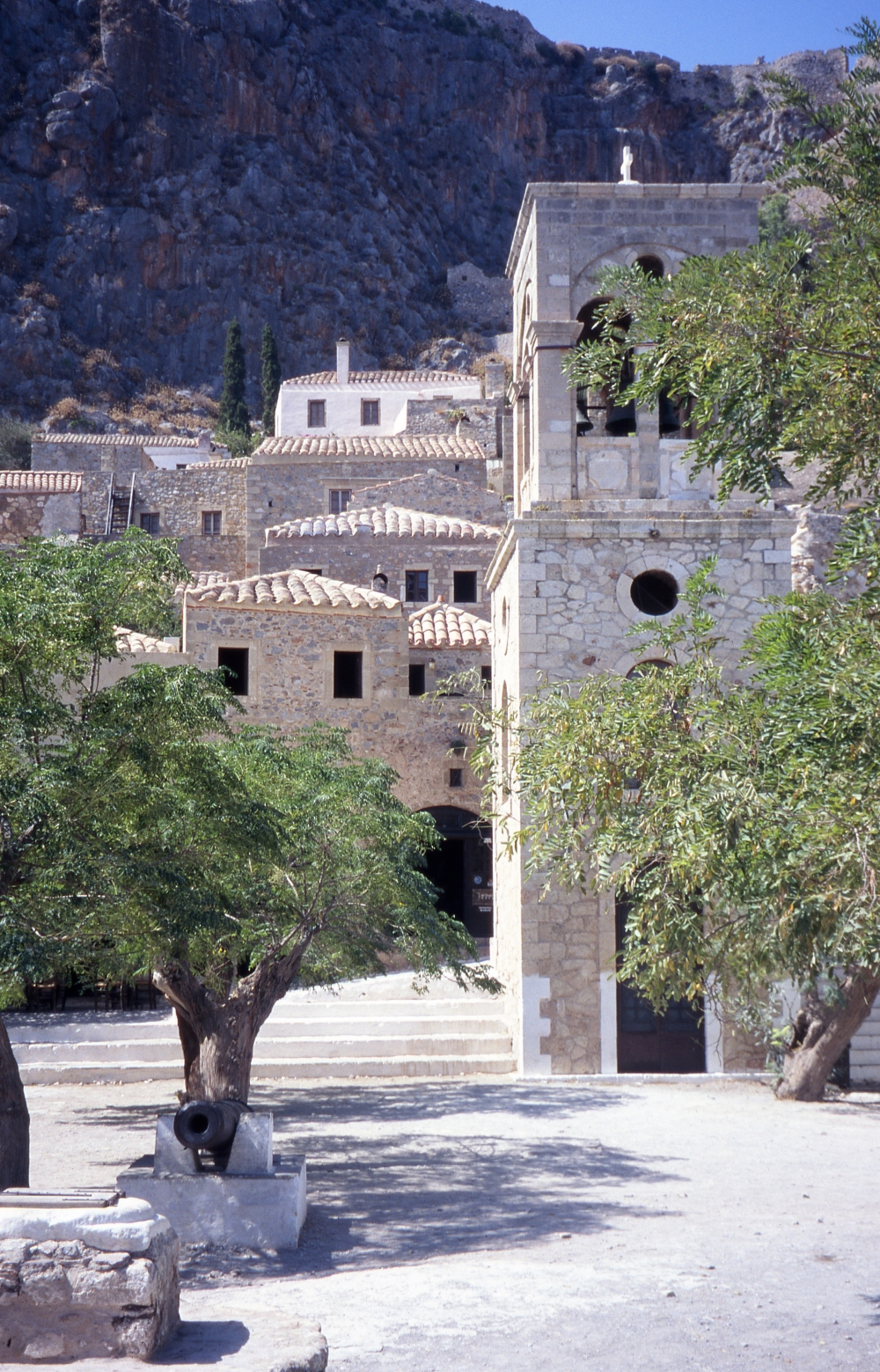
Plaça principal
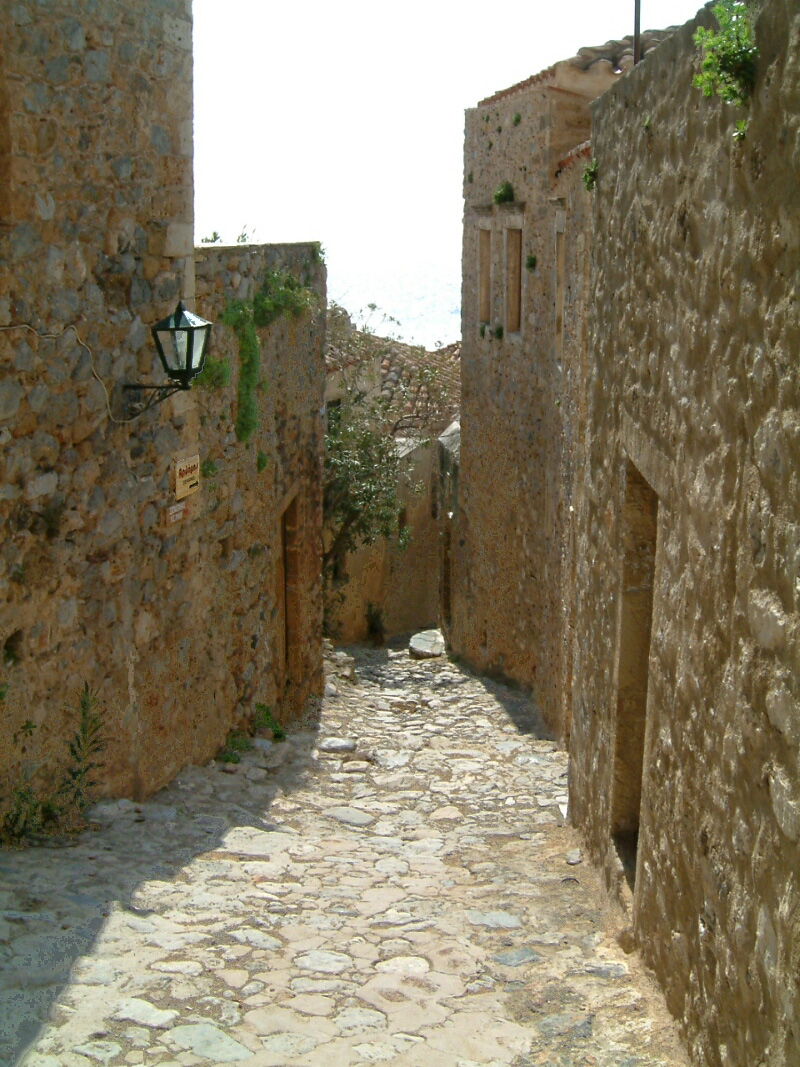
Carrer de la ciutat baixa
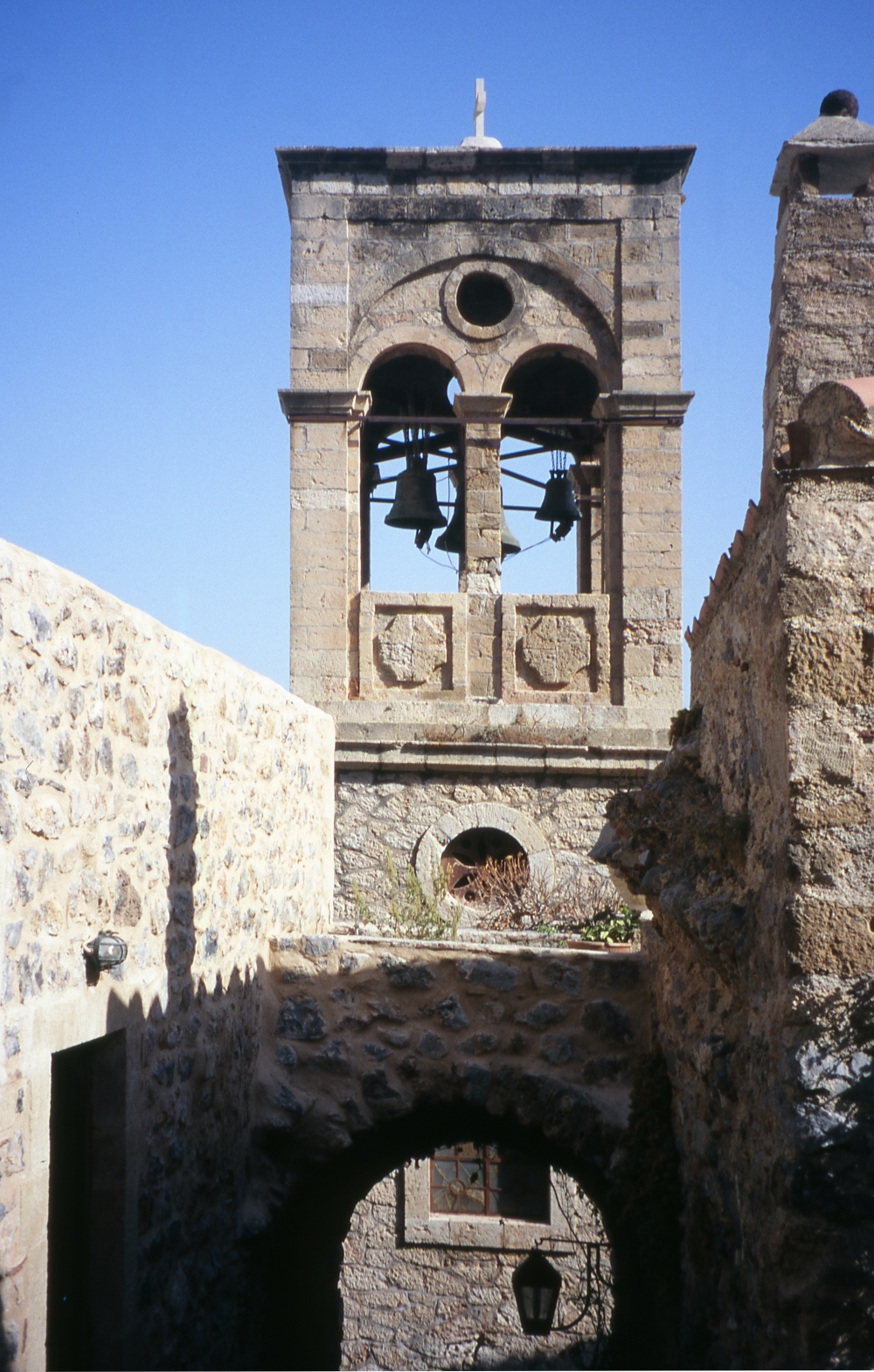
Torre de la Campana a la ciutat baixa
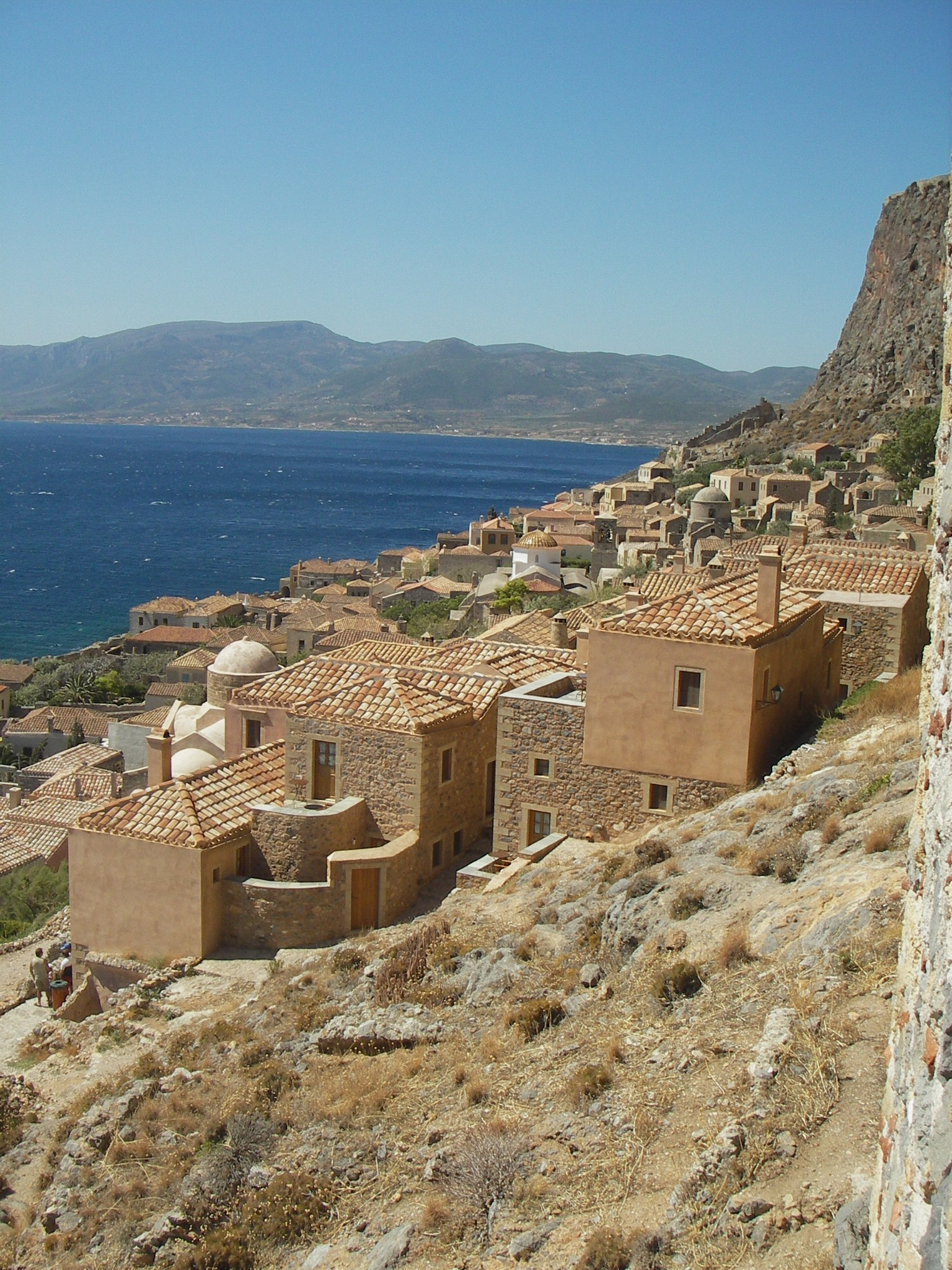
Casa d'estil venecià
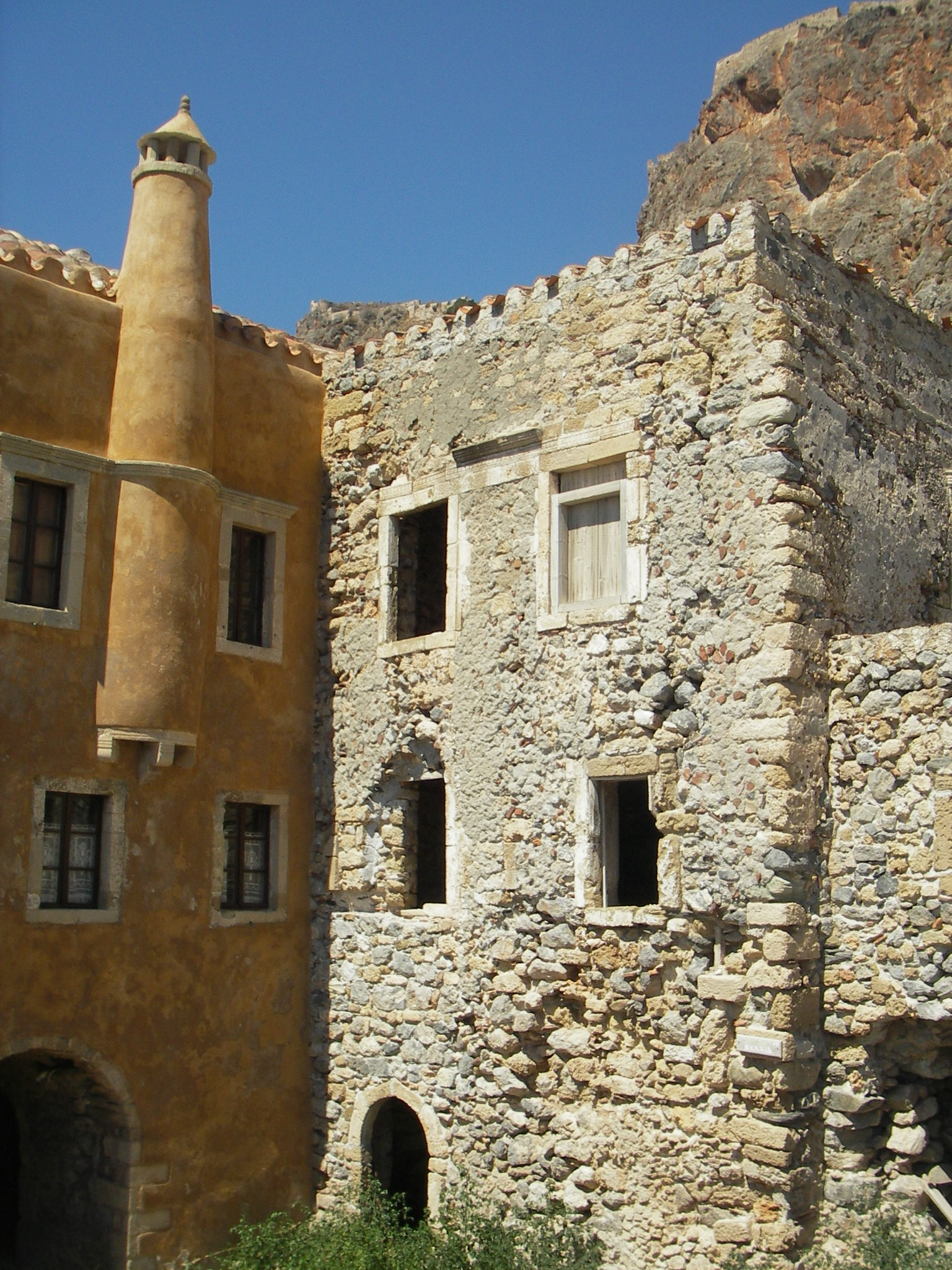
Vista a través de la muralla
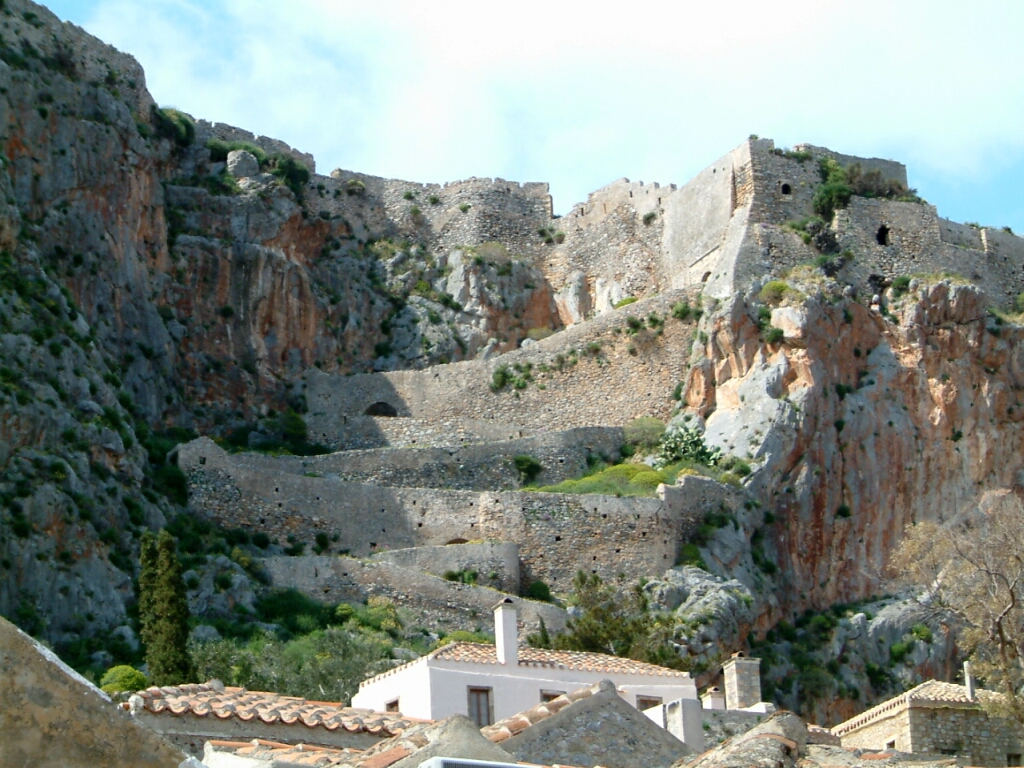
Camí a la ciutat alta
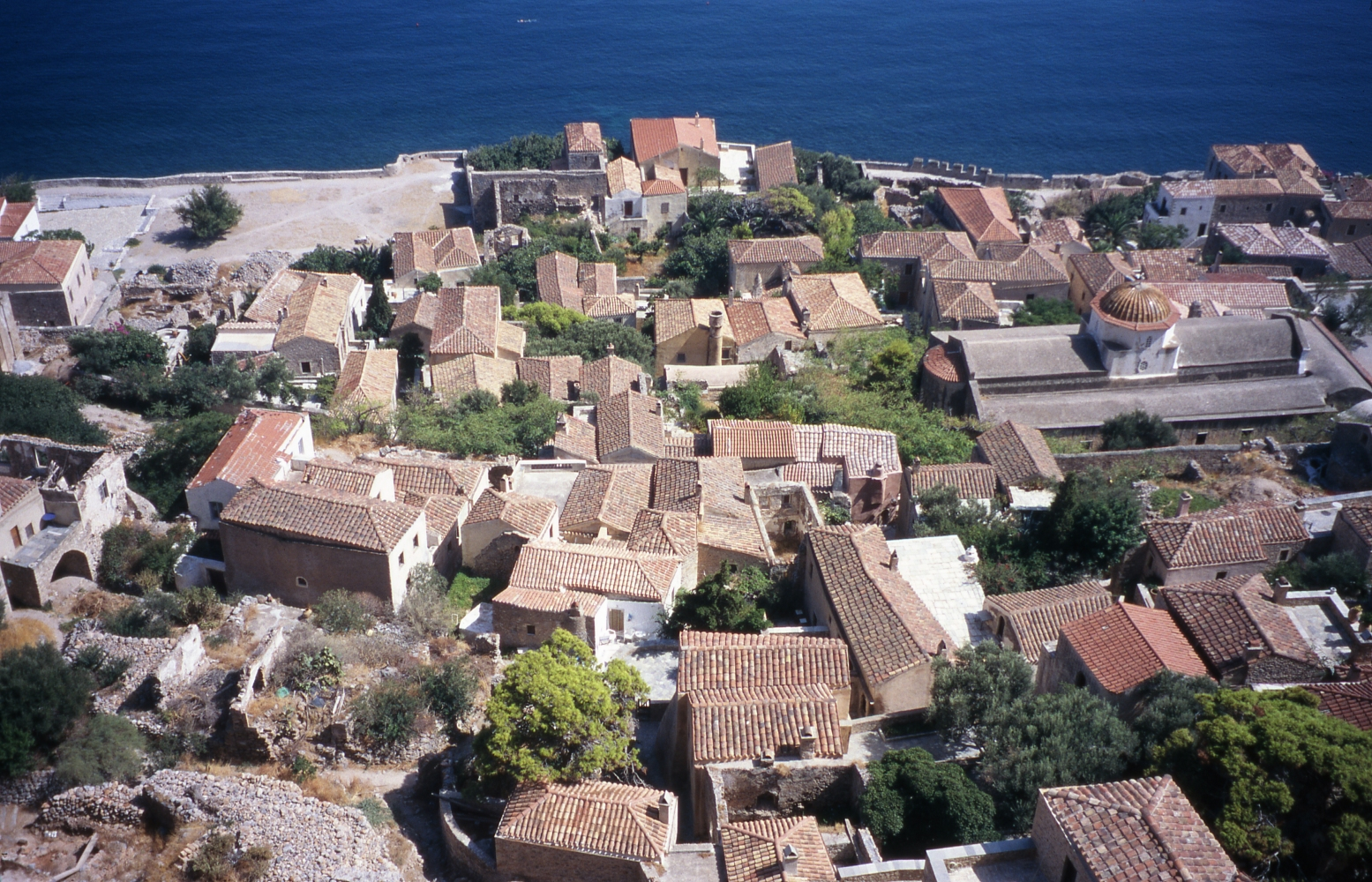
Vista de la ciutat baixa
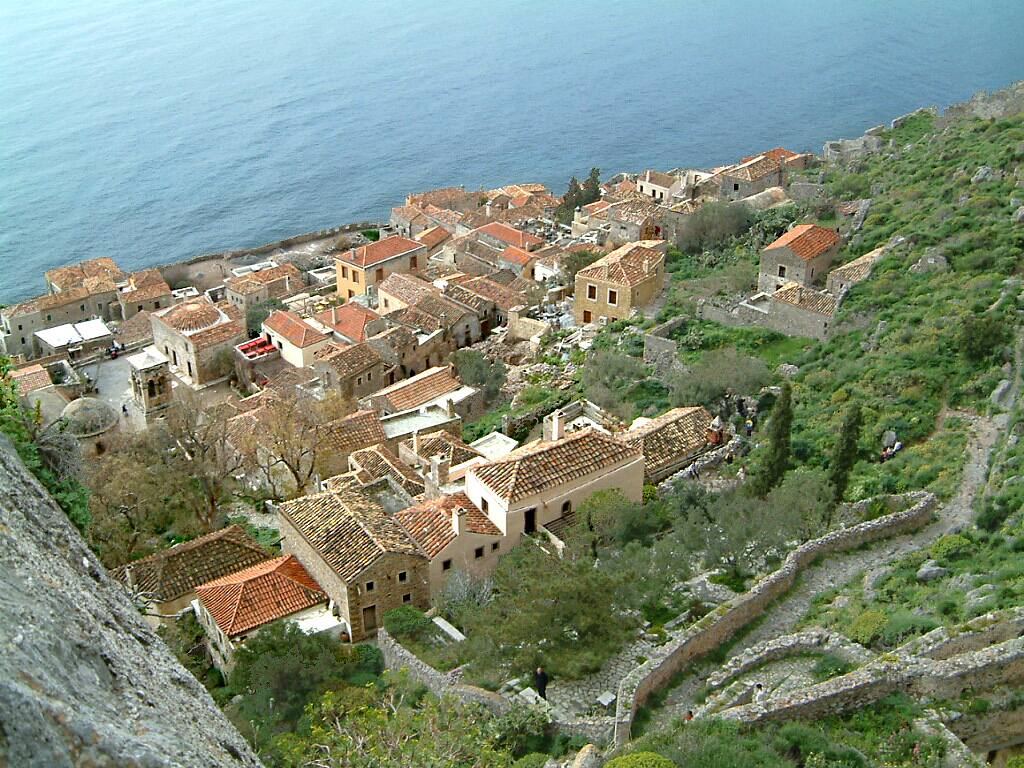
Vista de la ciutat baixa
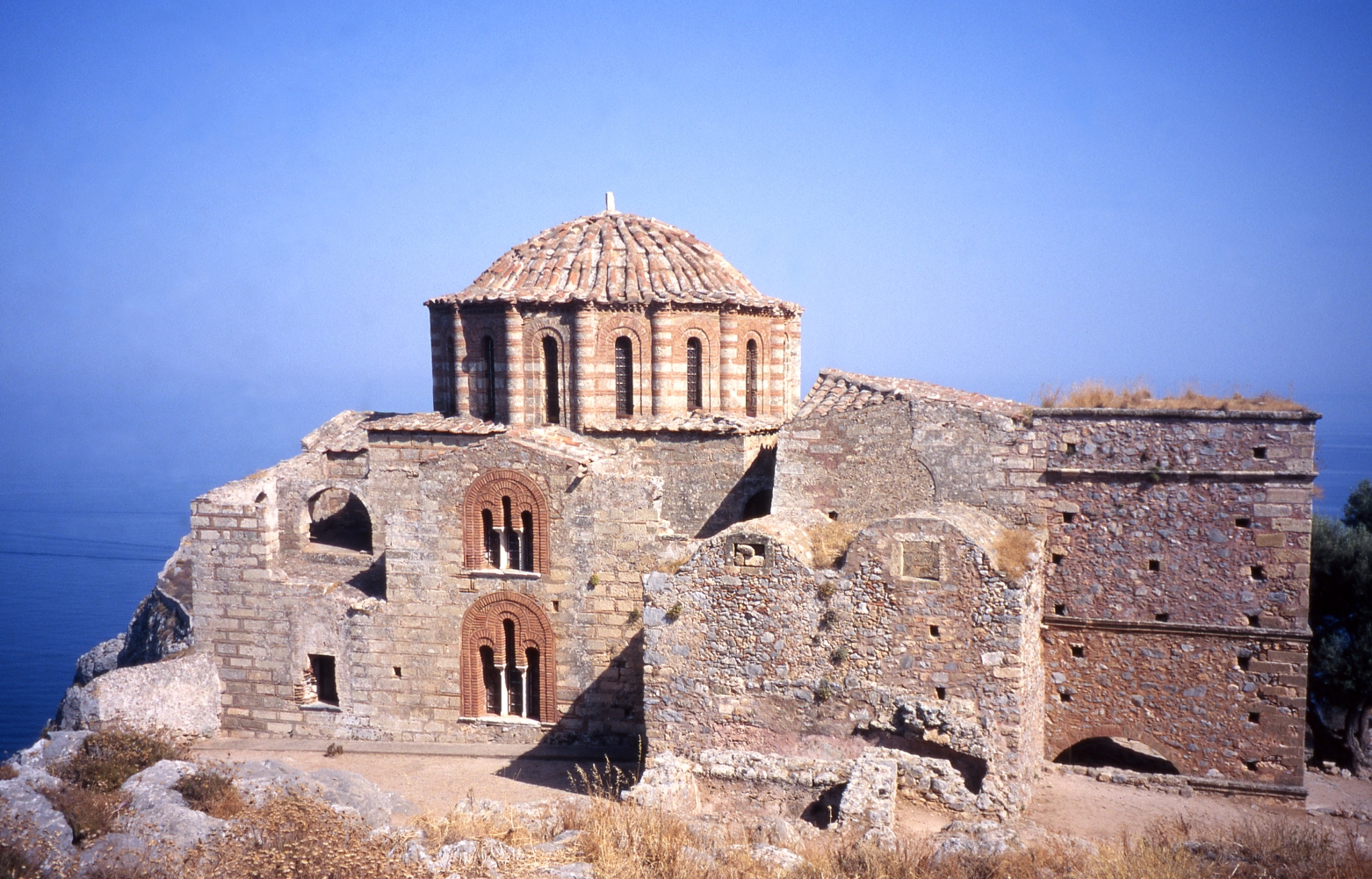
Església a la ciutat alta
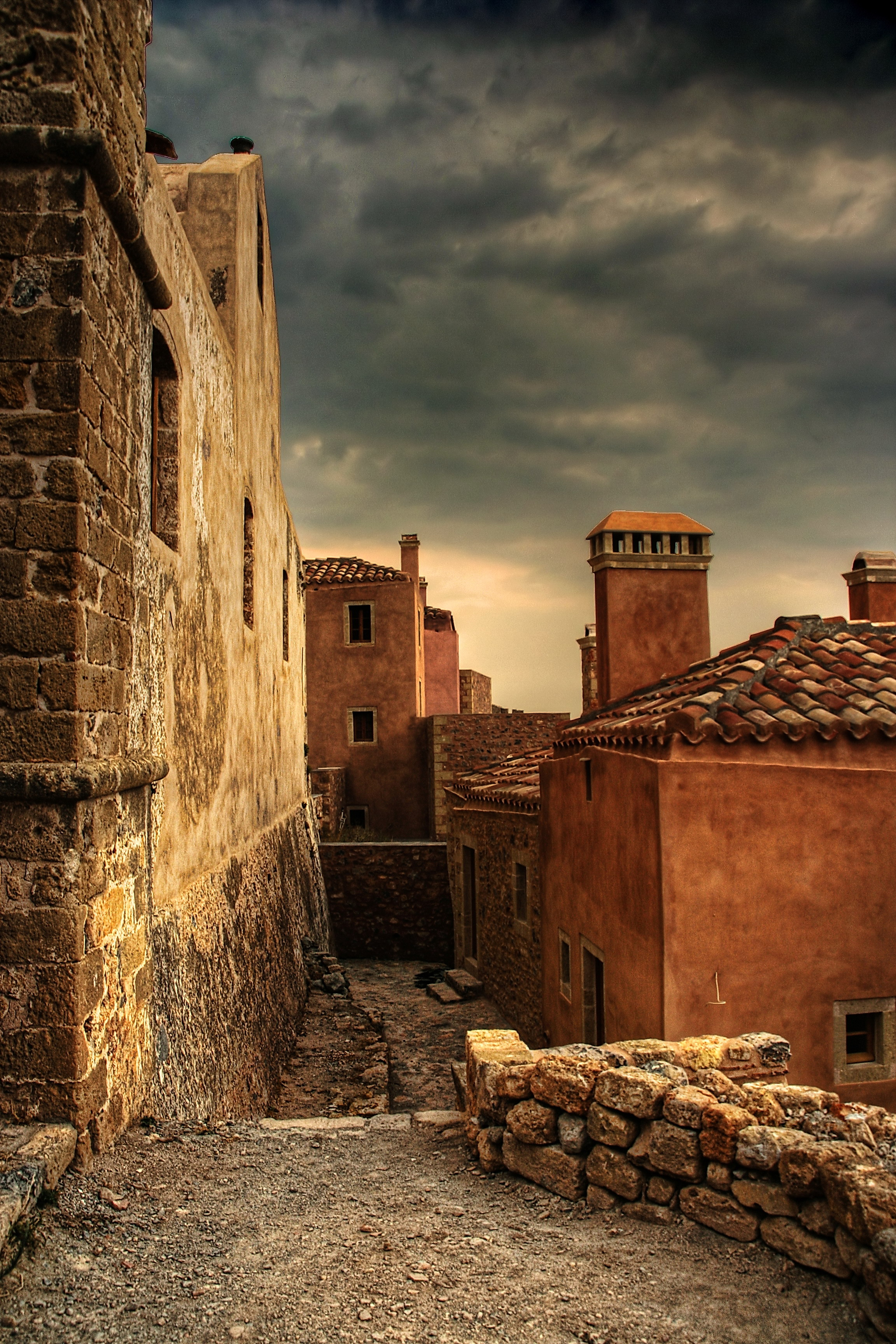
Monemvasia per Vaggelis Vlahos
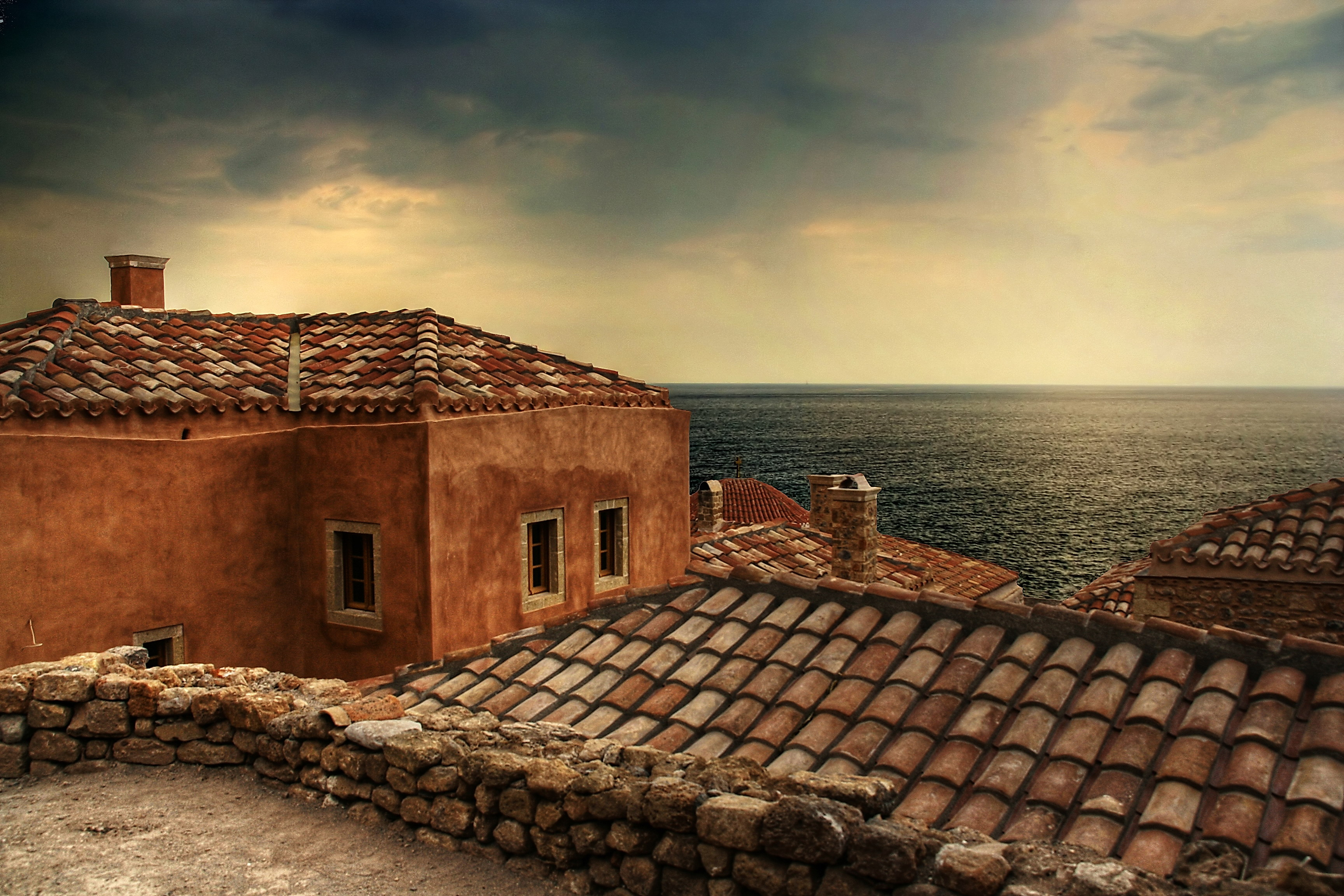
Monemvasia per Vaggelis Vlahos
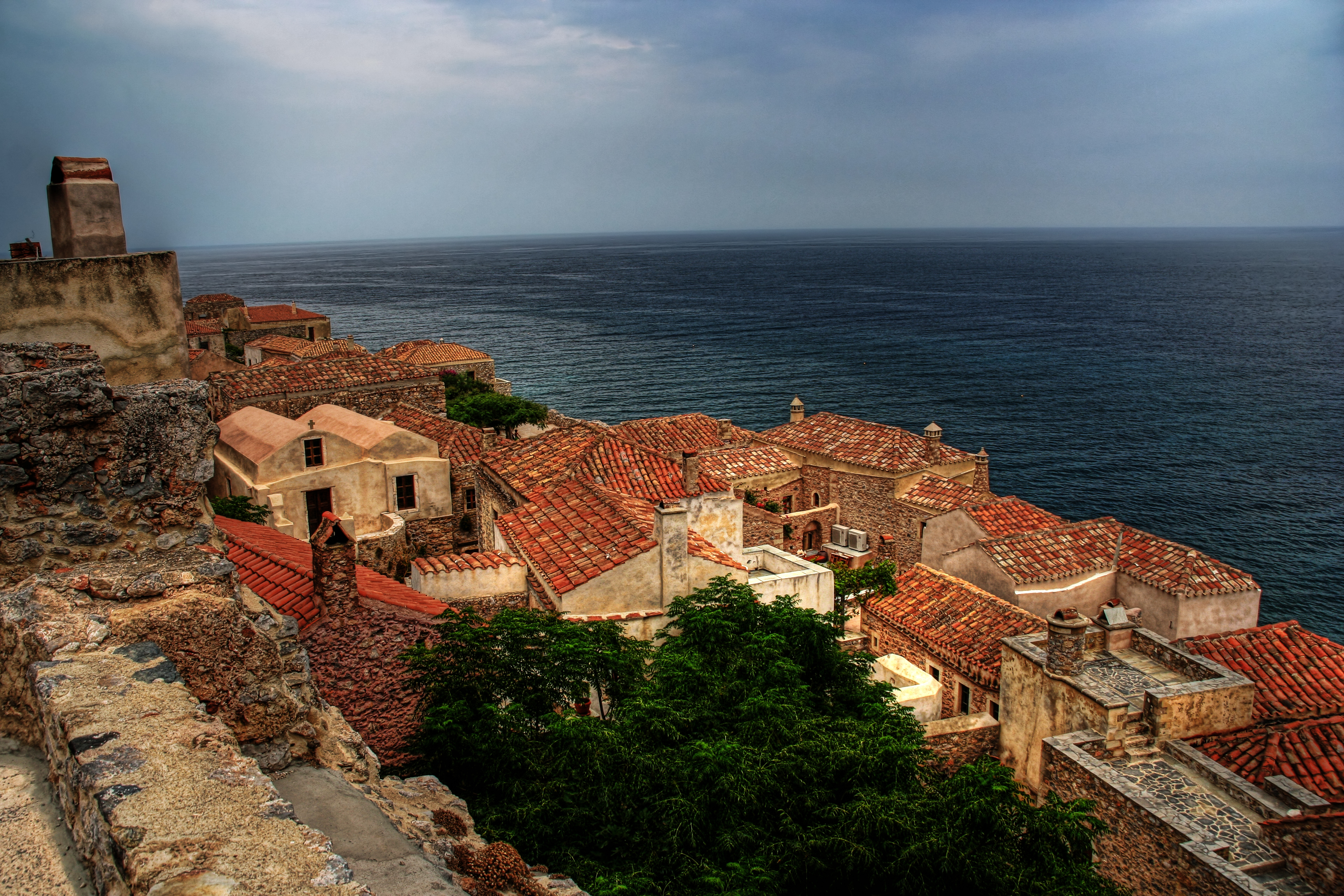
vista des de dalt
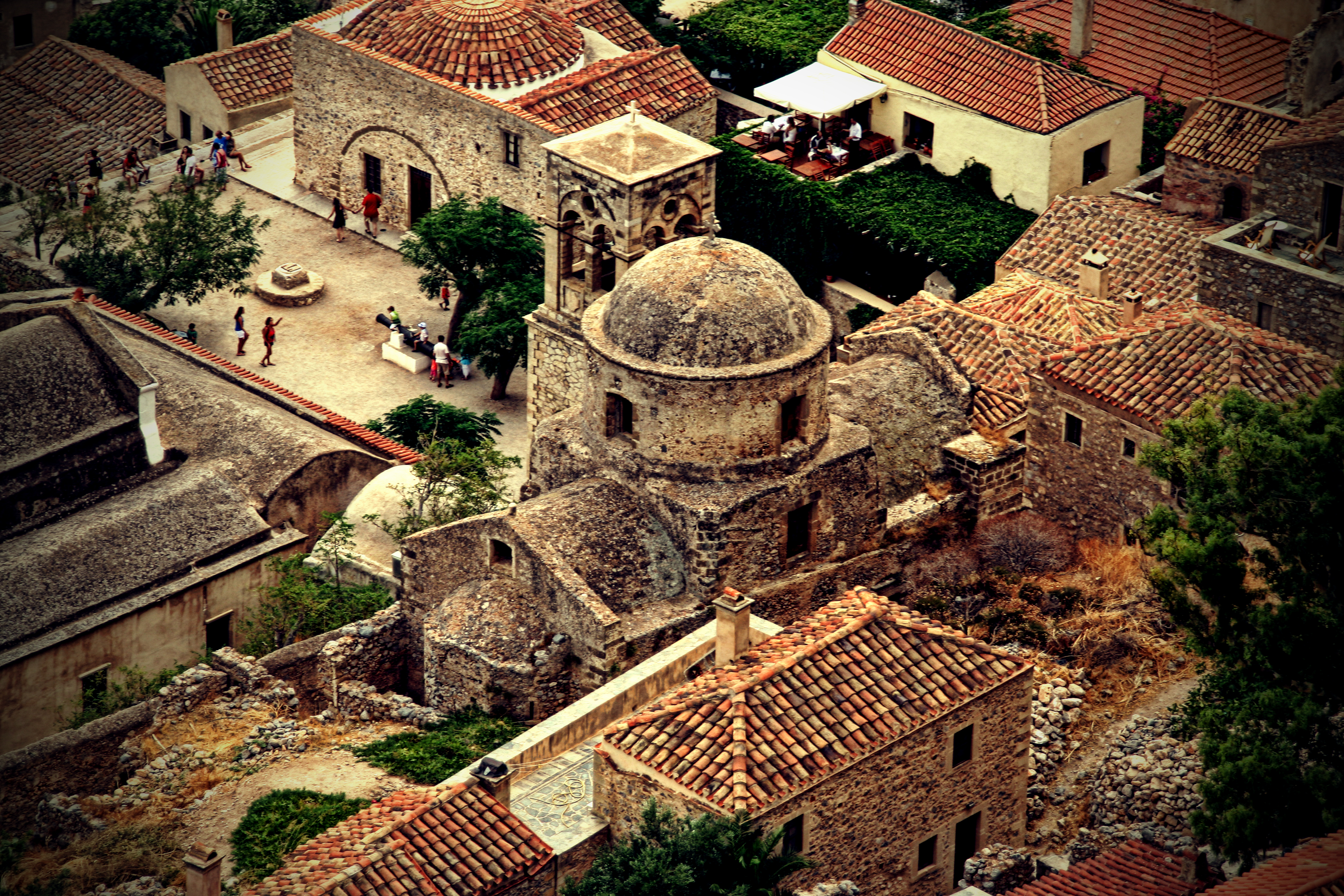
Esglésies
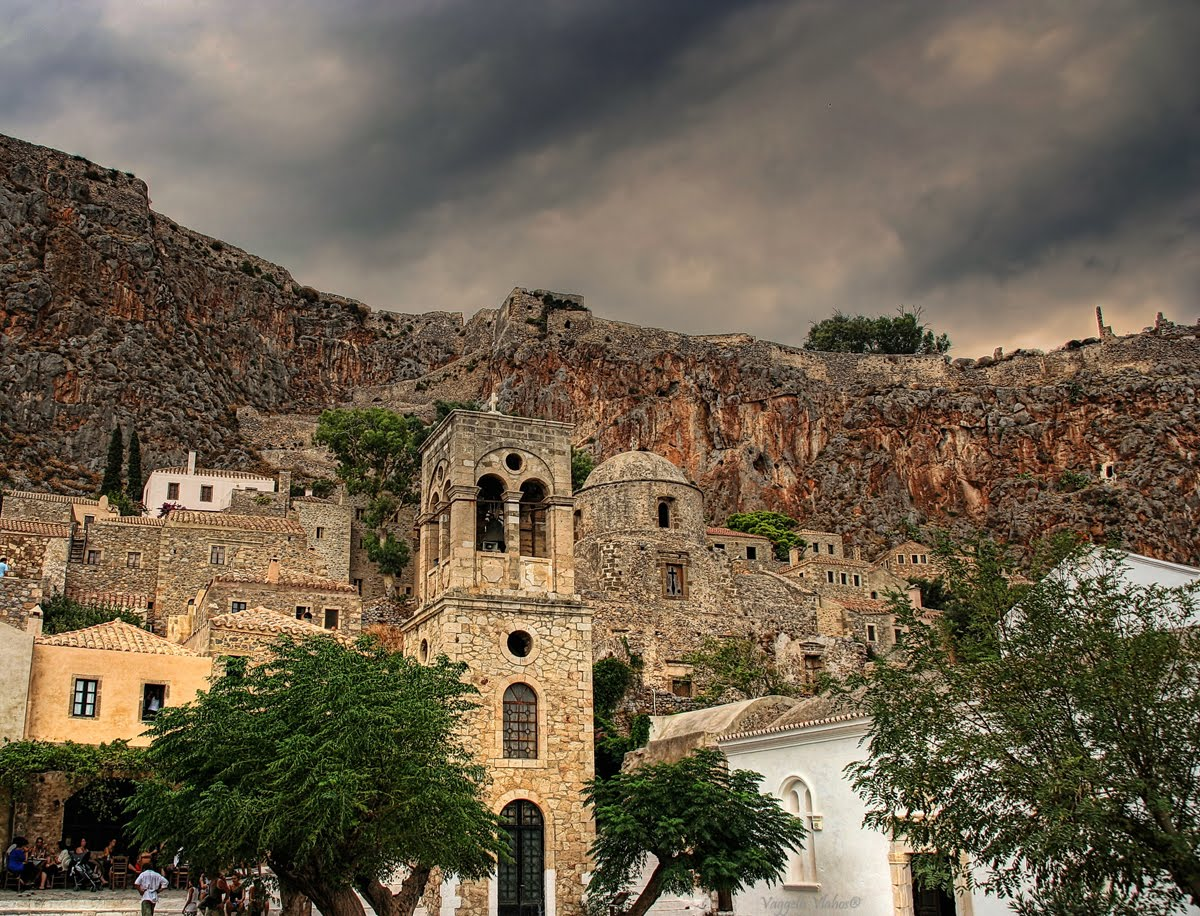
La població i església

## Vgeu també
- Malvasia (raïm)